# Косколово

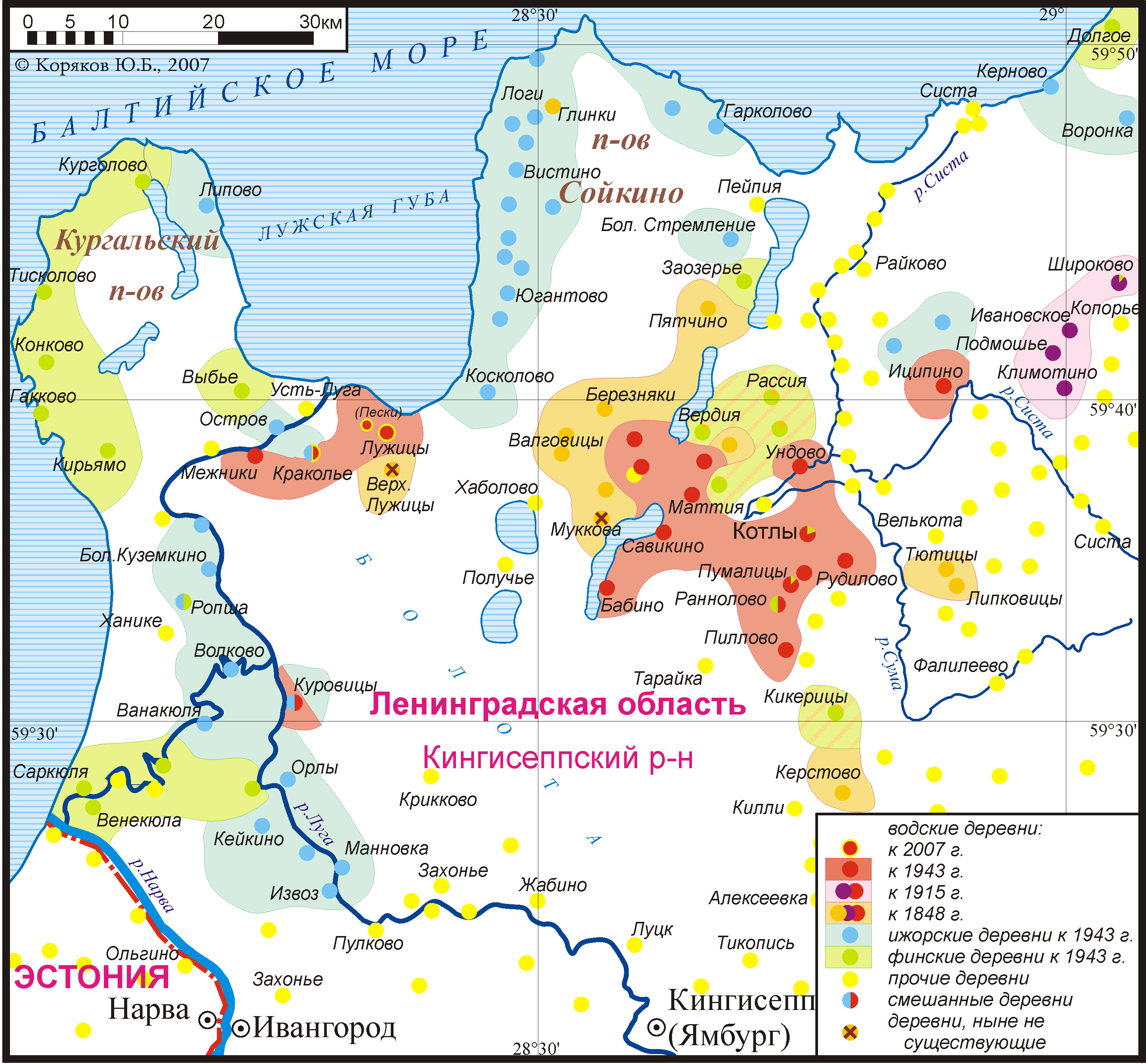
Этнографическая карта поселений води, ижоры и финнов на западе Ленинградской области

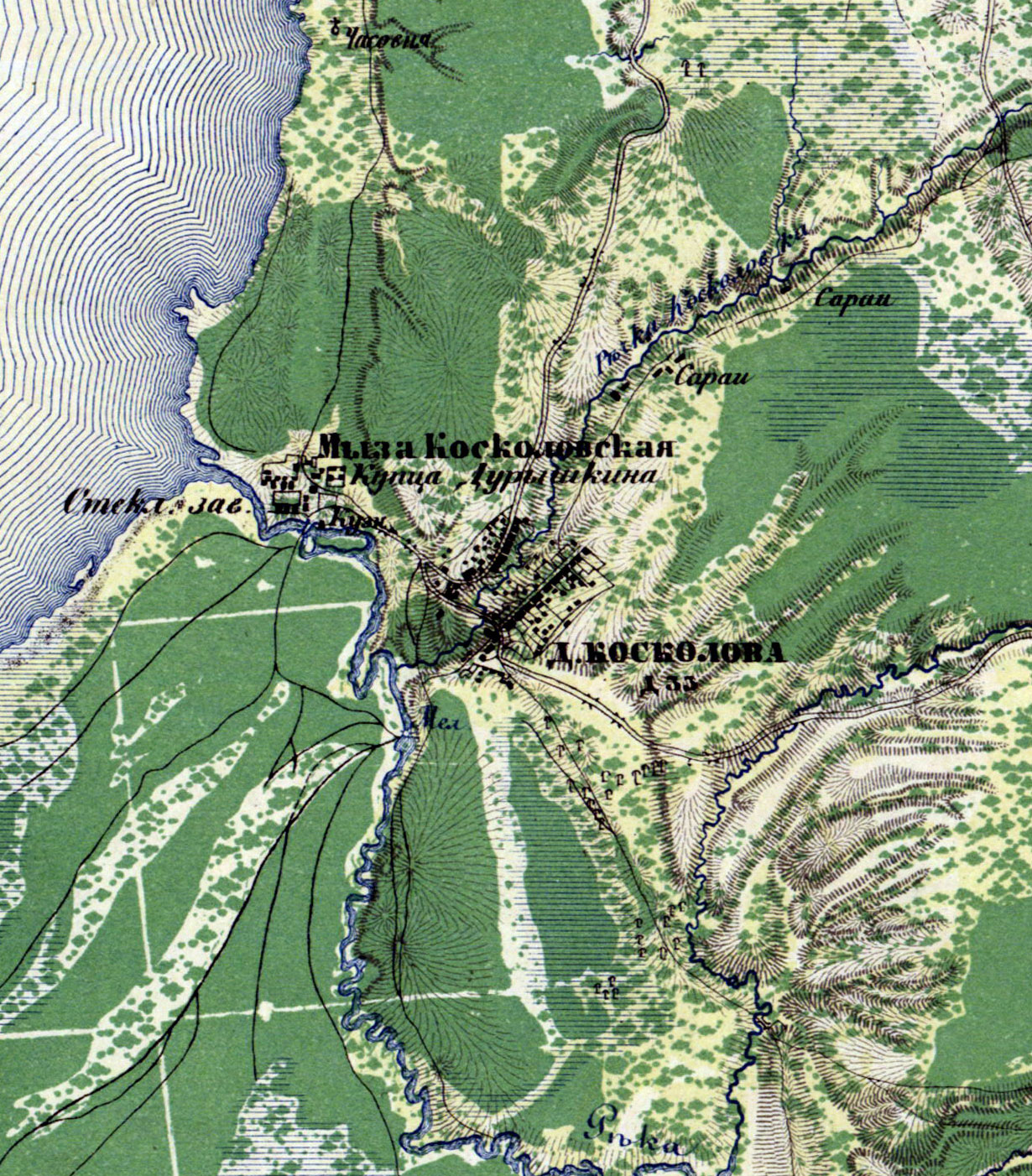
Деревня Косколово на карте 1860 года

Косколово (ижор. Koskisenkylä, фин. Koskisenkylä, вод. Koskolova) — деревня в Вистинском сельском поселении Кингисеппского района Ленинградской области.

## История

### Косколово на рубеже XV—XVI веков
В Писцовой книге Водской пятины 1500 года упоминается «деревня Черная на речке Черной у моря», которая, судя по ряду косвенных признаков, располагалась в районе нынешней деревни Косколово. Деревня входила в «Никольский Толдожский погост в Чюде» Ямского уезда Вотской пятины Новгородской земли. Присутствие в названии погоста уточняющего определения «в Чюде» указывает на состав населения этих земель, а именно представителей «чюди», то есть угро-финских племён. Кроме того, в Новгородских писцовых книгах 1500 года упоминается «деревня Парзил над морем», местоположение которой сегодня установлено совершенно точно, благодаря археологическим раскопкам, произведенным экспедицией К. В. Шмелёва. Это территория к северу от Косколово, недалеко от побережья Финского залива.
Территория между Хаболовским озером и деревней Лужицы на рубеже XV—XVI веков несколько раз упоминается в писцовых книгах 1500 года как отведенная под сенокосы (говорится о сотнях копен сена, заготавливаемых здесь населением окрестных деревень). Кроме того, местные жители занимались добычей и выплавкой так называемого «кричного железа» в небольших «домницах» — сыродутных печах. Такое примитивное железоделательное производство было налажено почти во всех деревнях региона, включая вышеупомянутую деревню Чёрная.

### Косколово в XVII веке
Первое известное описание деревни Koschola содержится в «Писцовых книгах ижорской земли», составленных шведской администрацией после перехода побережья Финского залива под контроль Швеции по Столбовскому договору (1617). Книги содержат данные за 1618—1623 годы. Вот некоторые из этих сведений:
Жители (по-видимому, учитывались только русские совершеннолетние мужчины):
1. Фомка Михайлов и его брат Федорко

2. Петруша Андреев и его сын Сидорко

3. Федорко Алексеев с сыновьями Матвейко и Иванко

4. Степанко Кириллов

5. Васько Валачьев (Wascho Walachtief) и его сын Нестерко
За каждым из пяти домохозяев записано по одной лошади и корове. Степанко Кириллов, не имеющий сыновей и братьев, владел только лошадью.
Также упоминается бобыль Дмитерко Алексеев, обозначенный как «сбежавший».
В списке натуральных податей перечислены гречиха, рожь, ячмень, овес, лён и конопля. Также русским жителям Косколова надлежало ежегодно сдавать в шведскую казну по половине свиньи. С 1622 года натуральные подати были заменены на денежный налог в размере 15 рублей.

### Косколово в XIX веке
Деревня являлась вотчиной императора Александра I, из которой в 1806—1807 годах были выставлены ратники Императорского батальона милиции.

КОСКОЛОВО — деревня принадлежит почётному гражданину Дурышкину, число жителей по ревизии: 52 м п., 53 ж. п.

В оной: Бутылочный завод. (1838 год)

В 1844 году деревня Косколова насчитывала 29 дворов.
В середине XIX века население Косколова, наряду с другими деревнями Санкт-Петербургской губернии, было обследовано этнографом П. И. Кёппеном. По его данным, в 1848 году в деревне Косколово обитали 291 ижор (134 м. п., 157 ж. п.,) и 68 немцев (возможно, что последние были потомками мигрантов XVII века, оказавшихся в этих краях благодаря переселенческой политике шведского правительства. Однако более вероятной представляется версия о создании немецкой колонии в Косколове в конце XVIII века — начале XIX веков, наряду с ещё несколькими такими колониями в Ямбургском уезде. В этот период на призыв Екатерины II и Александра I о переселении в Россию откликнулось несколько сотен немецких семейств). Русских жителей Кёппен в Косколово не обнаружил, и даже специально отметил в своём труде, что ижоры редко селились в одних деревнях с русскими. Однако в пояснительном тексте к этнографической карте Санкт-Петербургской губернии Кёппена отмечается, что в деревне Косколово (Koskinen (Koskelowa) Glasfabrik) проживало также 53 русских. Ижоры и русские относились к православному Сойкинскому Николаевскому приходу.

КОСКОЛОВО — деревня Ораниенбаумского дворцового правления, 10 вёрст по почтовой, а остальное по просёлочной дороге, число дворов — 22, число душ — 84 м. п.;

КОСКОЛОВО — деревня Ораниенбаумского дворцового правления, 10 вёрст по почтовой, а остальное по просёлочной дороге, число дворов — 11, число душ — 65 м. п. (1856 год)

Согласно X-ой ревизии 1857 года:

КОСКОЛОВО I-е — деревня, число жителей: 84 м. п., 98 ж. п., всего 182 чел.

КОСКОЛОВО II-е и III-е — деревни, число жителей: 53 м. п., 54 ж. п., всего 107 чел.

Косколово в этот период превратилось в одну из крупнейших деревень Ямбургского уезда. Согласно «Списку населённых мест» в 1862 году деревня уже чётко делилась на три части:
- деревня Косколово дворцового ведомства «при реке Косколовке и колодцах» (24 двора, 188 жителей)
- владельческая деревня Косколово «при реке Косколовке и Финском заливе» (14 дворов, 145 жителей.)
- владельческая мыза Косколово «при реке Косколовке и Финском заливе» (5 жителей. Согласно карте Шуберта 1860 г.[20] мыза в это время принадлежала купцу Дурышкину)

Итого — 39 дворов, 338 жителей. Это близко к вычислениям П. И. Кёппена и лишний раз подтверждает, что в Косколове в этот период не было сколько-нибудь значительного русского населения.
Дома двух частей деревни Косколово (дворцовой и владельческой) стояли, в основном, по берегам реки Косколовки (на современных картах она именуется рекой Белой), впадавшей в реку Хаболовку. По данным П. Кёппена, в 1848 году «дворцовое» Косколово (сегодня это т. н. Первое Косколово, на южном берегу р. Белой) находилось в «ведомстве великой княгини Елены Павловны», известной благотворительницы.
Согласно данным 1867 года в деревне Косколово находилось волостное правление Лужицкой волости, волостным старшиной был временнообязанный крестьянин деревни Слободка И. Е. Емельянов.
В состав Лужицкой волости входило село Сойкино и деревни: «Березняки, Большие Валговицы, Валяницы, Верхние Лужицы, Вистина, Дубки, Евсеева Гора, Караколье, Кирьями, Косколова, Кошкина, Краколье, Криккова, Курголова, Малые Валговицы, Мышкина, Нижние Лужицы, Новая, Остров, Пески, Получье, Ропша, Ручьи, Слободкина, Сменкова, Струпова, Суйда (Горка), Тисколова, Югантова».
В середине 1880-х гг. в Косколове функционировало земское училище.
Согласно земской переписи 1882 года:

КОСКОЛОВО I-е — деревня, семей — 37, в них 118 м. п., 114 ж. п., всего 232 чел.

КОСКОЛОВО II-е и III-е — деревни, семей — 27, в них 80 м. п., 80 ж. п., всего 160 чел.

В 1883 году временнообязанные крестьяне деревни выкупили свои земельные наделы у С. Д., А. Д. и В. Д. Дурышкиных, Е. А. Поповой и А. А. Когиучина и стали собственниками земли.
Сборник Центрального статистического комитета описывал Косколово так:

КОСКОЛОВА (Косколова господская, Косколова заводская) — деревня бывшая владельческая Лужицкой волости при реке Косколовке, дворов — 46, жителей — 366; Волостное правление (уездный город в 50 верстах), церковь лютеранская, школа, лавка, постоялый двор. В 6 верстах — пристань. В 15 верстах — часовня лютеранская. (1885 год)

Согласно материалам по статистике народного хозяйства Ямбургского уезда 1887 года, мыза Косколово площадью 123 десятины принадлежала крестьянину приписанному к Лужицкой волости Т. Е. Щепикову, мыза была приобретена в 1885 году за 2400 рублей.
В 1898 году в Косколове, в ижорской крестьянской семье, родился Герой Советского Союза, генерал-лейтенант Фёдор Андреевич Волков.
По земской переписи 1899 года:

КОСКОЛОВО I-е — деревня, число хозяйств — 38, число жителей: 117 м. п., 106 ж. п., всего 223 чел.; разряд крестьян: бывшие удельные; народность: финская

КОСКОЛОВО II-е — деревня, число хозяйств — 25, число жителей: 72 м. п., 72 ж. п., всего 144 чел.; разряд крестьян: бывшие владельческие; народность: финская

КОСКОЛОВО III-е — деревня, число хозяйств — 10, число жителей: 28 м. п., 33 ж. п., всего 61 чел.; разряд крестьян: бывшие владельческие; народность: русская — 40 чел., финская — 21 чел.

#### Церковные приходы
Население деревни было преимущественно ижорским. По данным середины 1880-х годов ижорское и русское население Косколова числилось в православном приходе Николаевской церкви в Сойкине Первого благочиннического округа Ямбургского уезда. Финское, эстонское и латышское население относилось к лютеранскому приходу Сойккола.

#### Занятия местного населения
Начиная с 1790 года в источниках упоминается «Косколовский стекольный (бутылочный) завод», располагавшийся недалеко от устья реки Хаболовки, на её правом берегу и принадлежавший в середине XIX века местному помещику, почётному гражданину Дурышкину. По сведениям автора «Статистического описания Ямбургского уезда» А. Делагарди, к берегам Лужской губы периодически направлялись корабли, где они 

нагружались дровами, скупаемыми у прибрежных жителей, для городов: Санкт-Петербурга, Кронштадта и Ораниенбаума. Заводские же суда отвозят произведения заводов своих, заключающиеся в бутылках и штофах, на сумму около 130 000 рублей. Таковых заводов на реке Луге два: Пулковский и Кракольский, и при устье реки Хаболовки, у Финского залива, один Косколовский. Обратно к заводам привозятся: бутылочный бой, зола и провиант для мастеровых, на 50 тысяч рублей.
По данным метрических книг середины XIX века некоторая часть (а, может быть, и большинство) стекольных мастеров с бутылочной фабрики в Косколове были немцами-лютеранами.
Согласно карте Ф. Ф. Шуберта 1860 года на сотню метров выше по течению Хаболовки располагалась кузница, а в паре километров от устья — мельница с запрудой.
В хлебопашестве и рыбной ловле обитатели Косколова в середине XIX века, похоже, не достигали каких-то выдающихся результатов. Делагарди отмечает, что «из [Ямбургского] уезда никаких значительных вывозов не бывает. Хлеб остается дома». Также он указывает на то, что 

в мастеровом народе [в Ямбургском уезде] до той степени недостаток, что все постройки, каменные и деревянные, несколько позначительнее, производятся людьми наемными из Костромской, Ярославской, Олонецкой и Смоленской губерний.

### Косколово в XX веке

#### Начало века
По данным за 1905 год в Косколове располагалось волостное правление Лужицкой волости Ямбургского уезда. По принятой тогда системе волость делилась на сельские общества: среди них были Косколовское 1-е и Косколовское 2-е. Если Косколовское 2-е состояло лишь из одного селения — самого себя, то Косколовское 1-е могло в этот период претендовать на роль «локальной столицы», среди подведомственных ему восьми деревень были даже столь отдаленные как Краколье и Евсеева гора.
Кроме того, Косколово было центром одного из 12-ти полицейских участков Ямбургского уезда. Здесь жил полицейский урядник (2-го стана 9-го участка) в зону ответственности которого входили деревни Лужицы, Выбья, Липово и Курголово. Связь с этим урядником предлагалось поддерживать через почтово-телеграфное отделение в селе Котлы. Дорога, соединяющая Котлы с Косколово была грунтовой, но «местами шоссированной».
В Косколове по-прежнему работало земское училище. В 1914 году в преподавательском штате числилась одна учительница — Феодосия Петровна Маркова.
Во 2-м Косколове находилась «винная лавка № 419». Одновременно на территории деревни развивал свою активность Ямбургский уездный комитет попечительства о народной трезвости. В частности, одна из восьми уездных народных библиотек была открыта именно в деревне Косколово. По словам Н. В. Шапошникова: «В учреждениях Комитета кроме чтений с туманными картинами бывают и другие развлечения».
В числе землевладельцев Лужицкой волости упомянут косколовский крестьянин Щенников Тимофей Ермолаевич: в его собственности находилось 106 десятин земли при бывшем бутылочном заводе.
В период с 1918 (по другим данным с 1917) по 1927 год Косколово являлось административным центром Сойкинской волости.
На карте 1933 года в районе нынешнего косколовского кладбища обозначена часовня.

#### Революция и Гражданская война
В начале 1917 года деревня относилась к Лужицкой волости Ямбургского уезда.
В годы гражданской войны Косколово стало ареной боевых действий. Весной 1919 года в южной части Лужской губы состоялась высадка белогвардейского десанта. Это была одна из операций большой кампании по захвату Петрограда, возглавляемой генералом Н. Н. Юденичем.
В середине мая 1919 года белая армия генерал-майора А. П. Родзянко перешла в наступление в районе Гдова и Ямбурга, десант был организован в поддержку этого наступления. Десант осуществлялся с английских и эстонских кораблей. В нём принимали участие добровольцы из числа ингерманландского населения — всего около 350 человек «при пулеметах» («1-й Ингерманландский батальон» во главе с капитаном А. Тюнни). 16 мая был занят район Пески — Лужицы — Косколово. Оборону побережья держали местные советские красные отряды под командованием ижора П. Трофимова и Ф. Афанасьева. Они отбили первую атаку, но 17 мая были вынуждены отойти в район Копорья.
Несколько месяцев Косколово находилось под контролем белогвардейцев. Здесь, и на всем Сойкинском полуострове, набирались новые добровольцы в Западно-Ингерманландский полк из числа ижор, ингерманландских финнов и эстонцев. За неделю удалось набрать более полутора тысяч человек, было организовано наступление на Копорье, откуда красные были выбиты 24 мая 1919 года Однако затем, в конце июля 1919 года, полк утратил контроль над районом, в результате успешного наступления Красной армии на Ямбург.

#### Косколовский сельсовет в 1920—1930-е гг.

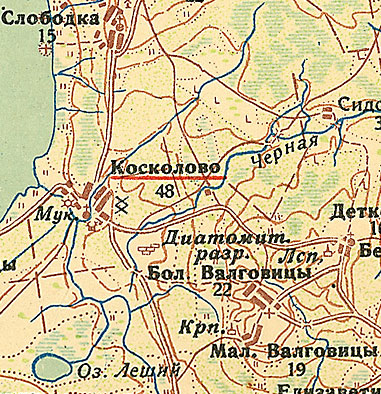
Косколово на карте 1933 года

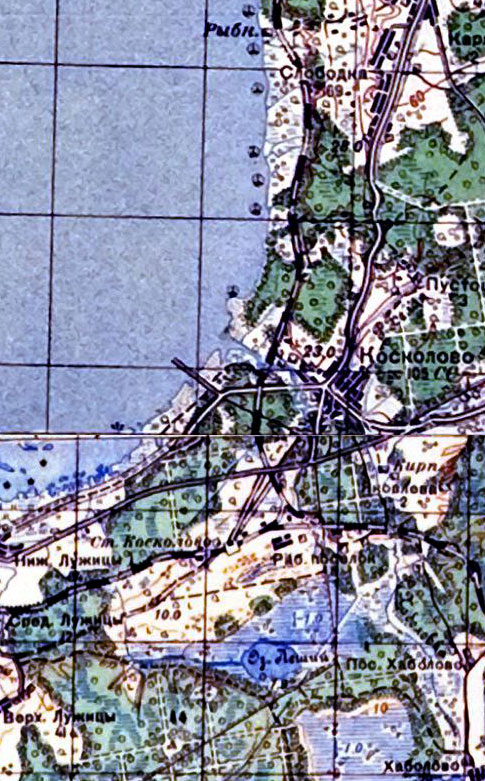
Косколово на карте 1938 года

С марта 1917 года деревня входила в Косколовский сельсовет Сойкинской волости Кингисеппского уезда.
По данным переписи 1926 года, в Косколовском сельсовете насчитывалось 119 хозяйств и 497 человек населения. В состав сельсовета входили следующие населённые пункты:
- деревня Косколово I (55 хозяйств, 229 жителей)
- посёлок Косколово I (3 хозяйства, 16 жителей)
- деревня Косколово II (30 хозяйств, 121 житель)
- деревня Косколово III (19 хозяйств, 89 жителей)
- лесопильный завод «Косколовский» (6 хозяйств, 9 жителей)
- хутор Антонова (1 хозяйство, 6 жителей)
- хутор Гусарова (1 хозяйство, 6 жителей)
- хутор Питкя-Перя (1 хозяйство, 7 жителей)
- хутор (лесная сторожка) Питкя-Перя (1 хозяйство, 4 жителя)
- мельница Рамеша (1 хозяйство, 4 жителя).

По данным переписи Косколово сохраняло преимущественно ижорский национальный состав. 86 хозяйств (381 житель) были ижорскими, и лишь 27 хозяйств (82 человека) — русскими. Кроме того, 3 хозяйства (7 человек) были эстонскими, 1 хозяйство (3 человека) — финским, 1 хозяйство (2 человека) — латышским. Сведения о национальности 22 членов колхоза в деревне Косколово I отсутствовали. Перепись совершенно не отмечает в Косколово немцев, выявленных в 40-е годы XIX века П. И. Кёппеном.
С августа 1927 года, в Котельском районе Ленинградского округа.

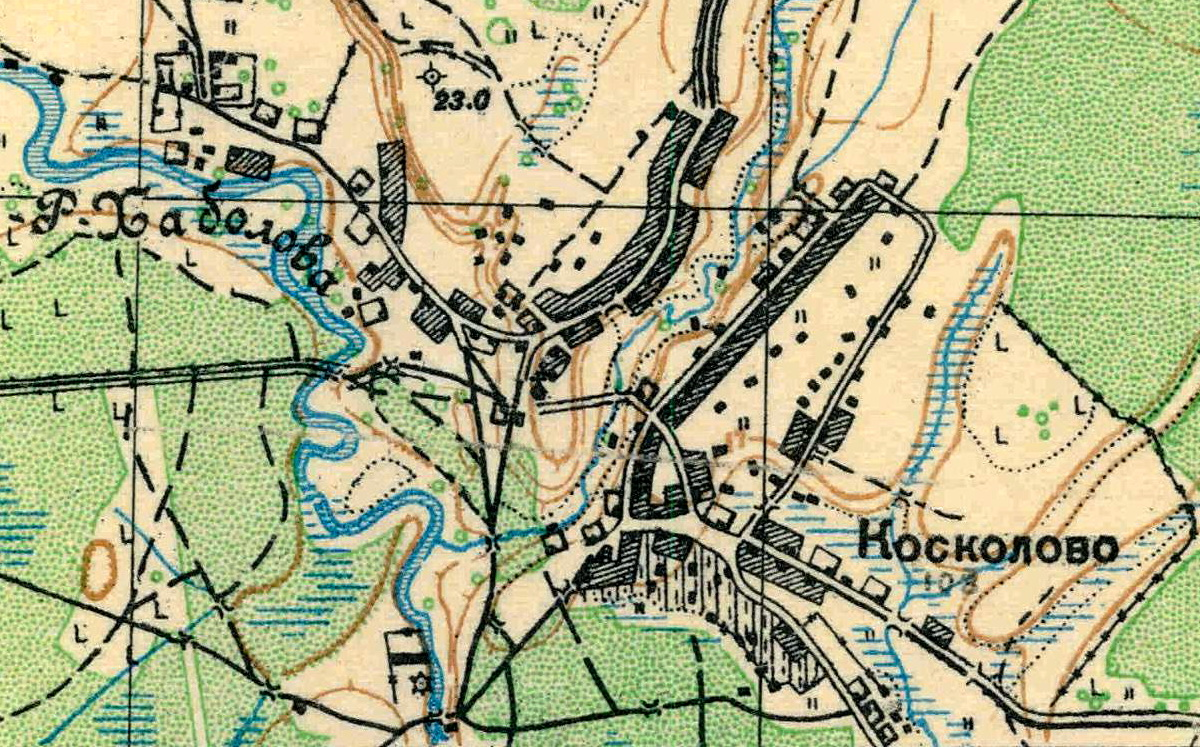
План деревни Косколово. 1930 год

Согласно топографической карте 1930 года деревня насчитывала 108 дворов, на реке Хаболовке находилась водяная мельница.
С сентября 1931 года, в Кингисеппском районе.
По административным данным 1933 года, в Косколовский сельсовет Кингисеппского района входили деревни: Косколово I, Косколово II, Косколово III и Малая Пустошь, общей численностью населения 476 человек. Центром сельсовета была деревня Косколово I.
По данным 1936 года в состав Косколовского ижорского национального сельсовета, с административным центром в деревне Косколово I, входили 3 населённых пункта, 103 хозяйства и 1 колхоз.
С января 1939 года, в составе Сойкинского сельсовета.
По данным переписи 1939 года в районе нынешнего Косколова находились следующие населённые пункты:
- городок, быв. колония ИТК (116 человек)
- деревня Косколово I (204)
- деревня Косколово II (88)
- деревня Косколово III (112)
- станция Косколово (7)
- мельница Косколовский л/з (21)
- мельница № 2 (быв. Гусарово) (5)
- хутор Питкя-Перя (10)
- хутор Пустошь (15)
- хутор Самуйлова (7)
- хутор Яковлева (5)

Всего в Косколовском сельсовете проживало 590 человек.
В 1939 году население деревни Косколово составляло 431 человек.
Четыре хутора, перечисленные в списке, в ходе кампании 1940—1941 годов по сселению хуторских посёлков были перевезены в деревню Косколово.
Постановлением Административной комиссии Леноблисполкома от 3 марта 1936 года, утверждённым Президиумом Леноблисполкома 5 апреля 1936 года, Косколовский сельсовет получил статус национального ижорского сельсовета. Сельсовет был упразднён в рамках мероприятий по ликвидации низовых национально-административных единиц постановлением Президиума Леноблисполкома от 14 апреля 1939 года, его населённые пункты вошли в состав Сойкинского сельсовета.

#### Политические репрессии
Некоторые свидетельства о политических репрессиях в отношении жителей Косколова в 1937—1938 годов содержатся в материалах центра «Возвращенные имена» при Российской национальной библиотеке. По имеющимся данным, в период с 29 ноября 1937-го по 9 июня 1938 года в Косколове было произведено десять арестов. Все арестованные были в течение 1938 года приговорены к расстрелу по различным пунктам статьи 58 УК РСФСР. Приговоры были приведены в исполнение в Ленинграде в том же 1938 году.
Среди арестованных — трое русских, семь ижорцев, возрастом от 58 до 25 лет. По роду занятий: шесть колхозников, один кладовшик колхоза (с примечательным названием «колхоз имени газеты „Колхозник“»), один завуч начальной школы, два стрелочника железнодорожной станции Косколово. Все они впоследствии были реабилитированы.
Есть все основания полагать, что эти аресты представляют собой лишь часть репрессивных мер в отношении населения Косколова со стороны властей. В той же базе данных упоминается косколовский мельник, эстонец Петр Давыдович Крейс 1876 года рождения, арестованный еще в 1932 году и получивший тогда пять лет лагерей. После отбывания срока он обосновался в Ярославле, в феврале 1938 года опять был арестован, приговорен по 58-й статье и расстрелян (именно поэтому его фамилия и попала в базу за 1937—1938 годов.)

#### Строительство инфраструктуры военно-морской базы Ручьи

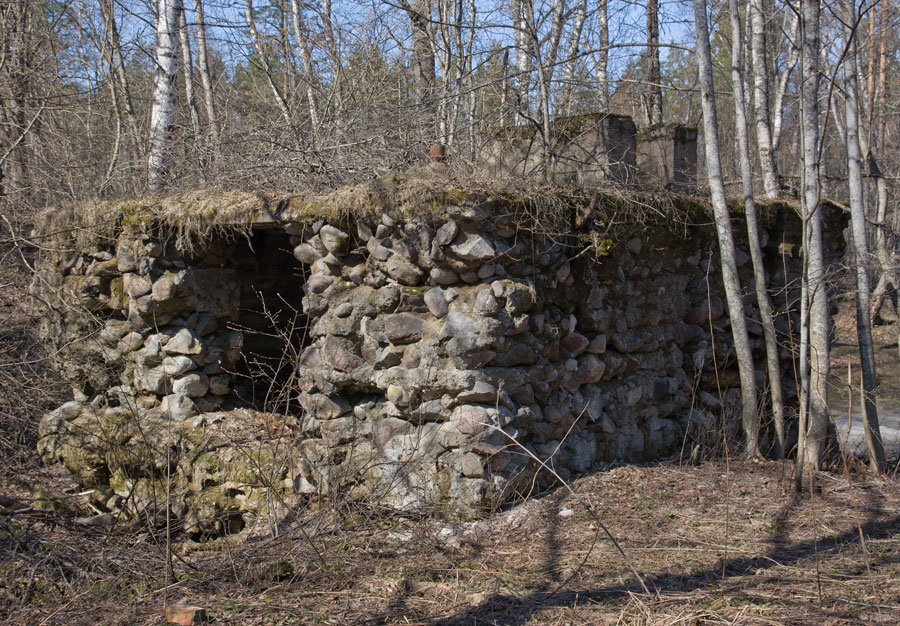
Руины «Косколовской ГЭС»

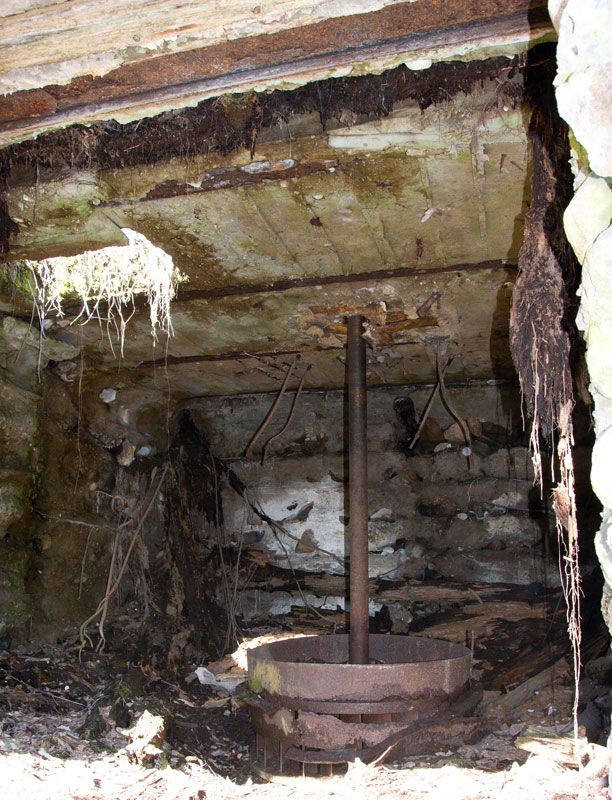
Старая турбина

В годы строительства военно-морской базы Ручьи (стройка началась в 1934 году и получила название «Строительство-200» или Комсомольск-на-Балтике) в районе Косколова был размещен Лужский исправительно-трудовой лагерь («Лужлаг»). Он существовал с 3 августа 1937-го по 31 июля 1941 года Силами заключённых и вольнонаемных рабочих были построены ветки железной дороги вдоль побережья Лужской губы, мосты, другие элементы инфраструктуры.
Строительство привело к значительному росту численности населения деревни и количества домов в округе. По данным топографических карт, в 1933 году деревня Косколово состояла из 48 домов, а в 1938 году — уже из 105. Появились новые участки застройки в районе протянутой со стороны Котлов ветки железной дороги («Рабочий посёлок» — по всей вероятности подразделение «Лужлага»). Был сооружен павильон железнодорожной станции «Косколово» (первоначально на левом берегу Хаболовки. Впоследствии (в конце 1940-х годов(?)станция была перенесена на правый берег).
Река Хаболовка в районе старой мельницы была перегорожена капитальной каменно-бетонной плотиной, здесь начала функционировать гидроэлектростанция (по-видимому, уже в начале 1920-х годов, для обеспечения электроэнергией «Косколовского государственного лесопильного завода») По воспоминаниям жителей деревни, река выше плотины широко разливалась, образуя небольшое озеро. Плотина просуществовала всего несколько лет и была взорвана перед отступлением Красной армии летом 1941 года. Руины сооружений «Косколовской ГЭС» хорошо заметны на местности до сих пор.
К югу от Косколова, слева от старой Хаболовской дороги, был сооружен кирпичный завод. На карте 1938 года завод и прилегающие к нему строения обозначены как отдельный населённый пункт «Яковлево», состоящий из двух домов. По видимому, в 1941 году завод также был уничтожен отступающими войсками.

#### Вторая мировая война
Косколово было оставлено частями Красной армии (48-й стрелковой дивизии 8-й общевойсковой армии) 30 августа 1941-го и освобождено 1 февраля 1944 года
По воспоминаниям ижора И. Г. Григорьева, при отступлении в августе 1941 года произошёл бой в Косколове, у речки. Погибло много красноармейцев. Уцелевшие частично рассеялись по окрестным лесам, где впоследствии были сформированы партизанские отряды.

##### Немецкая оккупация
Немцы вывозили обитателей Косколова и окрестных деревень в Эстонию, Литву, а затем в Финляндию, в качестве бесплатной рабочей силы. Ижорский язык был основным средством общения. По воспоминаниям И. Г. Григорьева новые хозяева относились к ним плохо, но все по-разному: «Конечно, финны лучше. Немцы были злые. Но и среди немцев были более-менее. А вот эстонцы были еще хуже!»
Вот как описывает свой отъезд из Косколова Любовь Андреевна Кабанова (в 1942 году ей было 10 лет):

Весной сорок второго в дом ввалились полицаи:

— Собирайтесь! Работать поедете. С собой берите только еду на пару дней.

Нас у мамы было четверо: я, Люся, Галя и четырёхлетняя Майя. Мы заплакали. Вмиг сгорбившись, мама собрала всю скудную пищу, имевшуюся в доме. То же происходило и в других домах. Вскоре всех жителей Косколово согнали на станцию. За нами полицаи поджигали дома. Деревни Косколово не стало. В запертых огромными замками товарных вагонах нас привезли в Эстонию.
Деревня была освобождена от немецко-фашистских оккупантов 1 февраля 1944 года.
После войны ижор вернули в СССР, но не на прежнее место жительства. Так И. Г. Григорьев оказался в Ярославской области, на берегу Рыбинского водохранилища. Через несколько лет всем выразившим желание власти разрешили вернуться в родные деревни, и даже выделили по железнодорожному вагону на несколько семей для перевозки приобретенного имущества, включая коров.

##### Партизанское движение
Командиром разведывательной группы Управления Народного комиссариата внутренних дел Ленинградской области на Сойкинском полуострове был назначен Николай Иванович Савельев (позывной — «Сокол»). В марте 1942 года Сокол передал в сражающийся Ленинград: «На Сойкинском полуострове немцы создали круговую оборону с моря и суши. От Пейпии до Усть-Луги её возглавляет капитан морской службы Хоншильд… В Котлах скопилось 18 танков „тигр“, 9 тяжелых орудий, до 1200 солдат; в Косколове — тяжелые орудия, много крытых машин, 800 немцев».
Командование Ленинградского фронта тут же отреагировало на сообщения с полуострова авиационным налетом на Котлы и Косколово. Сокол с радостью радировал в ответ: «После бомбежки только в Косколово возникло 18 пожаров, в 6 местах были сильные взрывы, много убитых и раненых немцев. Их увозят к Нарве на машинах».

#### Косколово в период «развитого социализма»
В 1958 году население деревни Косколово составляло 128 человек.
Во второй половине XX века постоянное население Косколова сокращалось, но зато росло число дачников, приезжающих сюда на летние месяцы. Ещё в 1980-е годы в деревенском стаде насчитывалось несколько десятков коров, местные жители нанимали пастуха. На центральной площади находился магазин «Продукты».
Побережье Финского залива справа от устья реки Хаболовки было исключительно живописным: песчаные пляжи, сосны, большие гранитные валуны. Сама речка была чрезвычайно популярна среди рыбаков: сюда специально приезжали из Ленинграда. Помимо обычных окуней и плотвичек здесь попадались форель, лосось, миноги. Окрестные леса осенью превращались в объект паломничества грибников.
Подъездные дороги со всех направлений были грунтовыми.
По данным 1966, 1973 и 1990 годов деревня Косколово входила в состав Сойкинского сельсовета.
После либерализации земельного законодательства в начале 1990-х годов в Косколове начался бум дачного строительства. За короткое время в деревне было сооружено несколько десятков новых домов, застроены ранее пустующие поля (особенно в т. н. «Третьем» Косколове). Никто из хозяев впечатляющих коттеджей и скромных дачных хибар не мог и предположить, какая участь готовится для этих мест.

### Косколово в XXI веке

#### Строительство порта Усть-Луга
С середины 1990-х г. в юго-восточной части Лужской губы началось строительство морского порта Усть-Луга. Природные ландшафты вокруг Косколова подверглись кардинальным изменениям. Население сократилось за счёт оттока дачников, однако затем вновь начало расти за счёт сотрудников порта и их семей.
Будущее деревни, по всей вероятности, тесно связано с развитием Усть-Лужского порта. Пока неизвестно, в какой степени Косколово будет поглощено расширяющейся промышленной зоной, в какой — станет местом постоянного проживания для персонала портовых служб, а в какой сохранит свой традиционный «деревенский» статус.

## География
Деревня расположена в северной части района на автодороге А180 (E 20) (Санкт-Петербург — Ивангород — граница с Эстонией) «Нарва».
Расстояние до административного центра поселения — 15 км.
Расстояние до ближайшей железнодорожной платформы Косколово — 3 км.
Деревня находится в нижнем течении реки Хаболовки, впадающей в Лужскую губу Финского залива.

## Демография
| 1862 | 2007 | 2010 | 2017 |
| ---- | ---- | ---- | ---- |
| 338  | ↘9   | ↗32  | ↘27  |

Динамика численности населения деревни Косколово в 1838—2017 гг.:

### Национальный состав
Согласно данным Всероссийской переписи населения 2021 года в деревне проживал 31 человек, из них:
 русские — 29, ижорцы — 1, узбеки — 1 человек.

### Состав населения
Берега Лужской губы издревле были местом обитания финно-угорских племен води и ижоры. Впоследствии (в XIX — начале XX века), Косколово было известно как ижорская деревня.
В годы Великой Отечественной войны немецкие оккупационные власти насильственно выселяли местных ижор в Финляндию. После войны вернулись не все, и не сразу. Во второй половине XX века среди жителей деревни в равной степени присутствовали русские и ижоры.
На рубеже XX—XXI веков основная часть населения Косколова — дачники из Санкт-Петербурга, Кингисеппа, Нарвы.

## Достопримечательности Косколова и окрестностей
- Развалины плотины на реке Хаболовке
- Остатки двух железнодорожных станций
- Дом из красного кирпича в «3-м Косколове» — остатки мызы Косколовской (?)
- Археологический памятник «селище Слободка (Косколово)» на месте старинной деревни Парзила (Parsila)[82][83]

## Фото

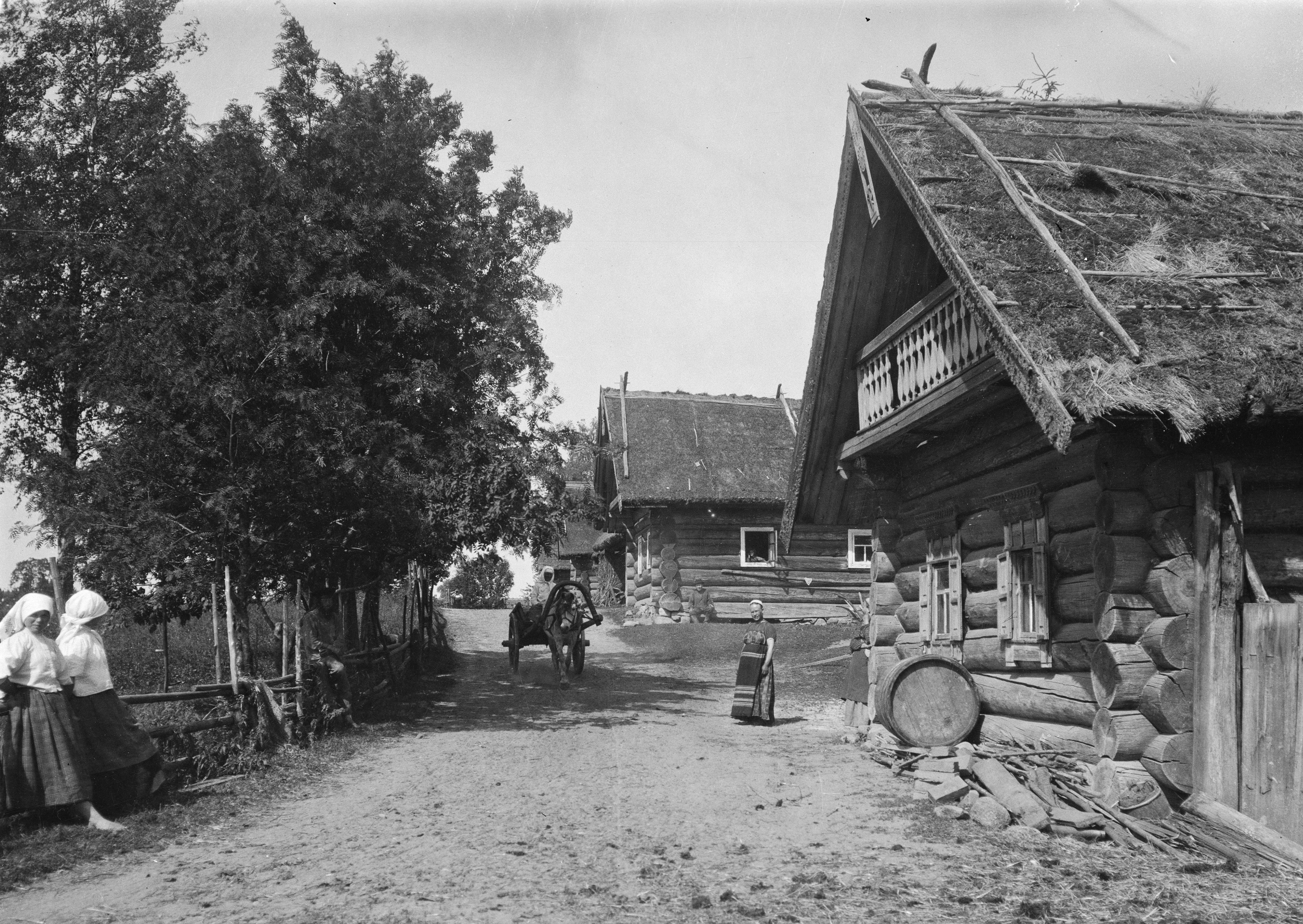
Деревня Косколово. 1914 год
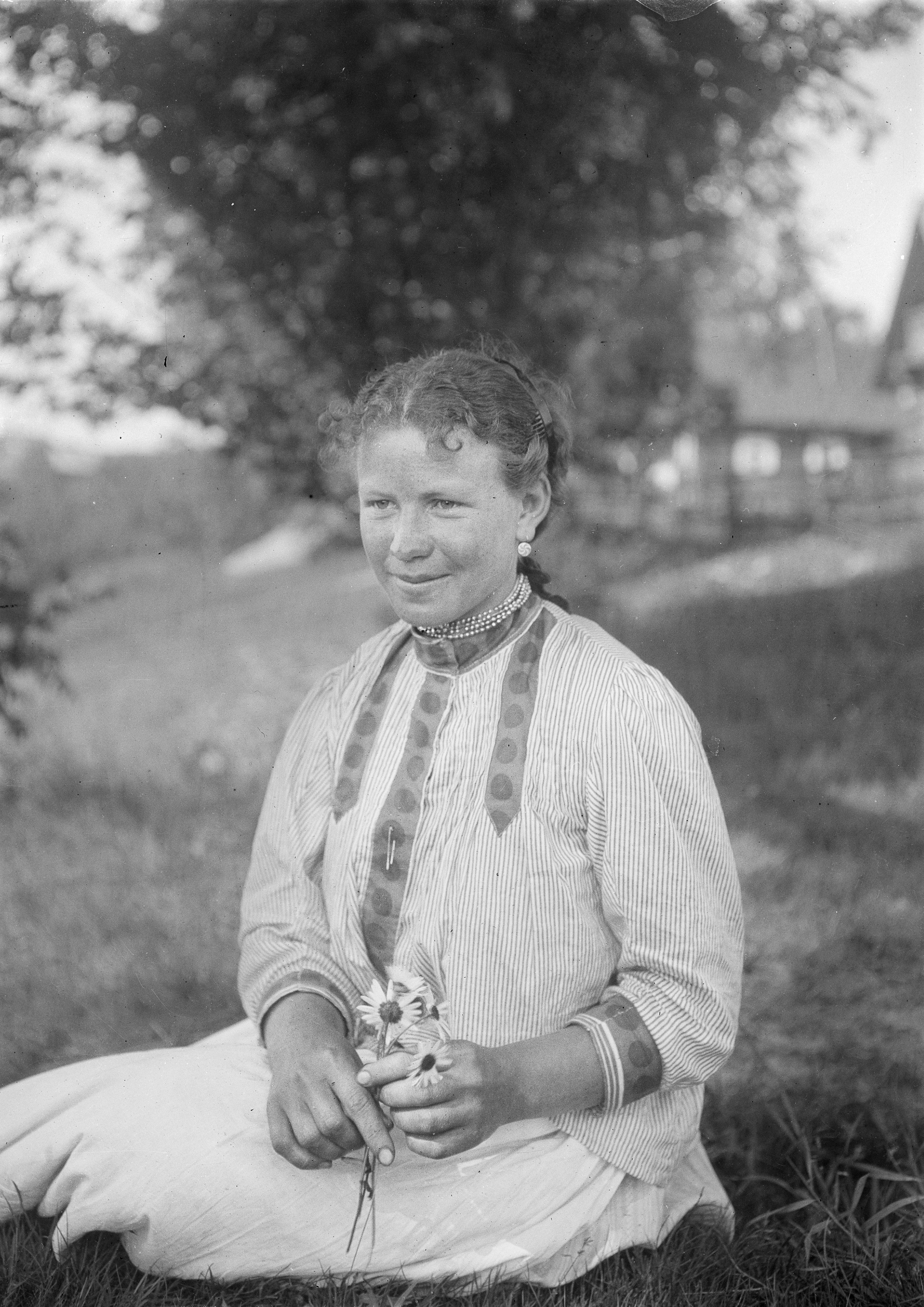
Мария Усонтютар. 1914 год
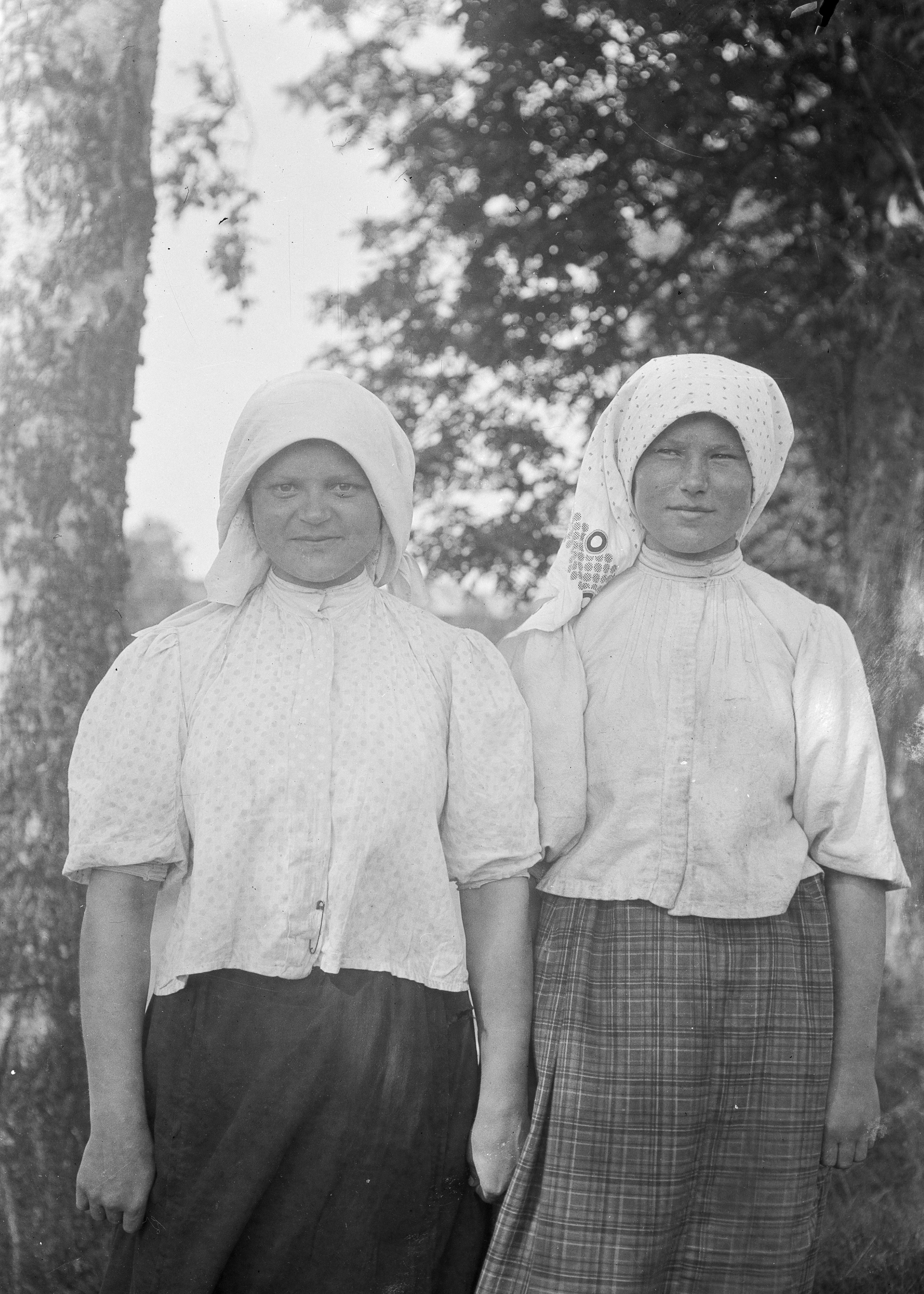
Мария Костянт и Мария Тёдрантютар. 1914 год
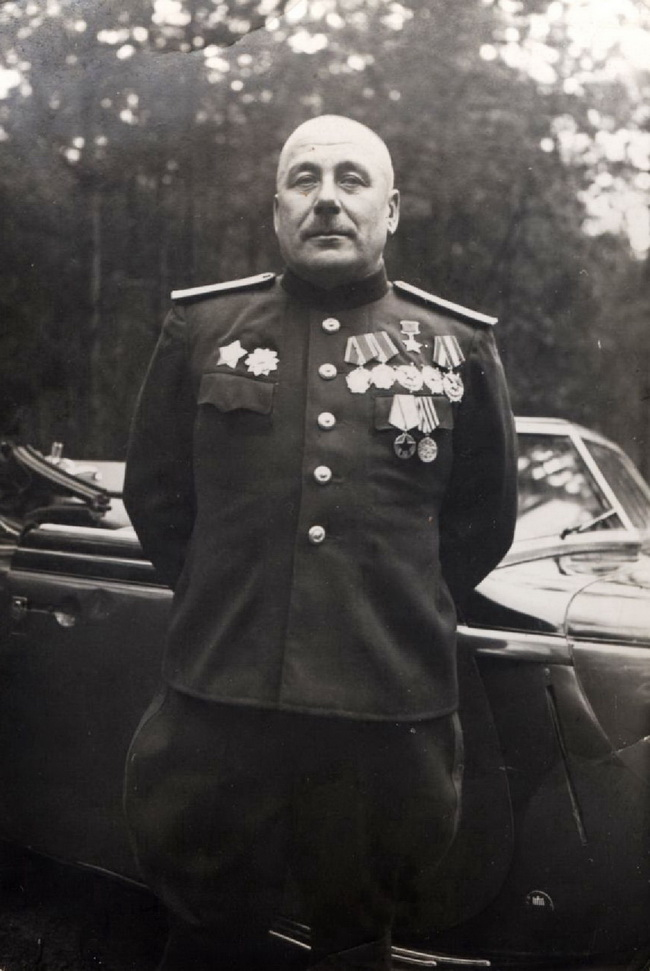
Фёдор Андреевич Волков (1898—1954)

## Улицы
Береговая, Дачный переулок, Елисеевская, Корбия, Лесная, Портовая, Речная, Тихая, Центральная.